# Bruce Biddle
Bruce Biddle (Warkworth, regió d'Auckland, 2 de novembre de 1948) va ser un ciclista de Nova Zelanda, que fou professional de 1974 a 1979. El seu major èxit for la medalla d'or als Jocs de la Commonwealth de 1970 en la prova en ruta.
Com amateur va participar en els Jocs Olímpics de 1972 a Múnic. Va quedar 4t a la prova en ruta. Amb la posterior desqualificació de Jaime Huelamo, després d'haver donat positiu en el test antidopatge per coramina, Biddle, no fou guardonat amb el bronze per no haver passat el test antidopatge.

## Palmarès
- 1969
  -  Campió de Nova Zelanda en ruta
- 1970
  - Medalla d'or als Jocs de la Commonwealth en ruta
- 1973
  - 1r al Piccolo Giro de Llombardia
  - 1r al Giro delle Valli Aretine

### Resultats al Giro d'Itàlia
- 1978. 34è de la classificació general